# Probactrosaurus
Probactrosaurus là một chi khủng long, được Rozhdestvensky mô tả khoa học năm 1966.